# 9863 Reichardt
9863 Reichardt eller 1991 RJ7 är en asteroid i huvudbältet som upptäcktes den 13 september 1991 av de båda tyska astronomen Freimut Börngen och Lutz D. Schmadel vid Tautenburg-observatoriet. Den är uppkallad efter den tyske tonsättaren Johann Friedrich Reichardt.
Asteroiden har en diameter på ungefär 4 kilometer.